# Batalha de Três Lagoas
A Batalha de Três Lagoas foi uma ofensiva de revolucionários tenentistas contra as forças do governo do Brasil em 18 de agosto de 1924, estendendo a Revolta Paulista para o sul de Mato Grosso. Liderados por Juarez Távora, os revoltosos vindos de São Paulo sofreram baixas pesadas ao atacar o destacamento legalista do coronel Malan d'Angrogne, na localidade de Campo Japonês, ao sul de Três Lagoas. Esta derrota frustrou a ambição dos revoltosos de se fixar em Mato Grosso, obrigando-os a empreender a Campanha do Paraná.
Os revolucionários esperavam adesões nesse estado, que já era foco de conspiração tenentista, e uma geografia fácil de defender, na qual fundariam a "Brasilândia" ou "Estado Livre do Sul" para prolongar sua guerra contra o governo federal. O primeiro alvo seria Três Lagoas, onde a Estrada de Ferro Noroeste do Brasil cruzava o rio Paraná. A partir de Porto Tibiriçá, na margem paulista do rio, uma primeira expedição revolucionária foi repelida pela Circunscrição Militar de Mato Grosso em 12 de agosto.
Ambos os lados trouxeram reforços: o batalhão de Juarez Távora e o destacamento Malan, com tropas de Minas Gerais. Os revolucionários desembarcaram no Porto da Moeda no dia 17. O plano de Juarez era manter uma companhia no lado esquerdo, em frente aos legalistas no Campo Japonês. Pela direita, atacar a retaguarda de Porto Independência com sua tropa de choque de combatentes estrangeiros. Um erro de manobra fez a companhia direita atacar o Campo Japonês na manhã do dia 18, deixando o flanco direito exposto.
A primeira linha defensiva legalista, uma companhia da Força Pública de Minas Gerais, cedeu a uma carga de baionetas. Isto deu tempo para que uma companhia do 12.º Regimento de Infantaria atacasse com metralhadoras pesadas o flanco exposto. Seguiu-se uma fuga generalizada dos revolucionários, agravada por um incêndio na macega seca, até o embarque dos sobreviventes para regressar a Porto Tibiriçá. Um oficial tenentista chamou o ocorrido de "mais sangrento combate da revolução paulista".

## Influência tenentista na região
O sul de Mato Grosso (que ainda não havia separado do norte) tem uma longa história com o tenentismo, episódio de uma participação militar mais ampla nas lutas políticas locais. A baixa oficialidade da Circunscrição Militar de Mato Grosso aderiu maciçamente à primeira revolta tenentista, iniciada em 1922 no Rio de Janeiro. O levante foi chefiado pelo comandante da Circunscrição Militar, o general Clodoaldo da Fonseca, mas ele não foi o verdadeiro cabeça e apenas acompanhou a iniciativa e pressão da oficialidade jovem. A adesão à revolta não foi compartilhada por todas as guarnições e nem por todas as patentes; houve manifestações legalistas de sargentos. O governo estadual em Cuiabá não aceitou a revolta, e não houve entusiasmo popular. Os revoltosos baixaram suas armas sem resistência quando forças legalistas de São Paulo chegaram à divisa.
Vários dos envolvidos exilaram-se nos países vizinhos, escapando à prisão, e a região tornou-se um foco de conspiração militar. A segunda revolta tenentista, deflagrada em 1924 em São Paulo, teve entre seus principais articuladores o capitão Joaquim Távora. Em 1922, este oficial comandara o 17.º Batalhão de Caçadores (BC), de Corumbá, a principal força dos revoltosos em Mato Grosso. Ele foi preso, liberto e considerado desertor, dedicando-se à conspiração. Os planejadores do novo levante contavam com adesões em Mato Grosso, tendo inclusive preparado ordens para as unidades de Coimbra, Corumbá, Campo Grande e Bela Vista. Após a deflagração do movimento em 5 de julho, esta previsão se concretizou, ainda que menor do que o planejado.

### Revolta do 10.º RCI

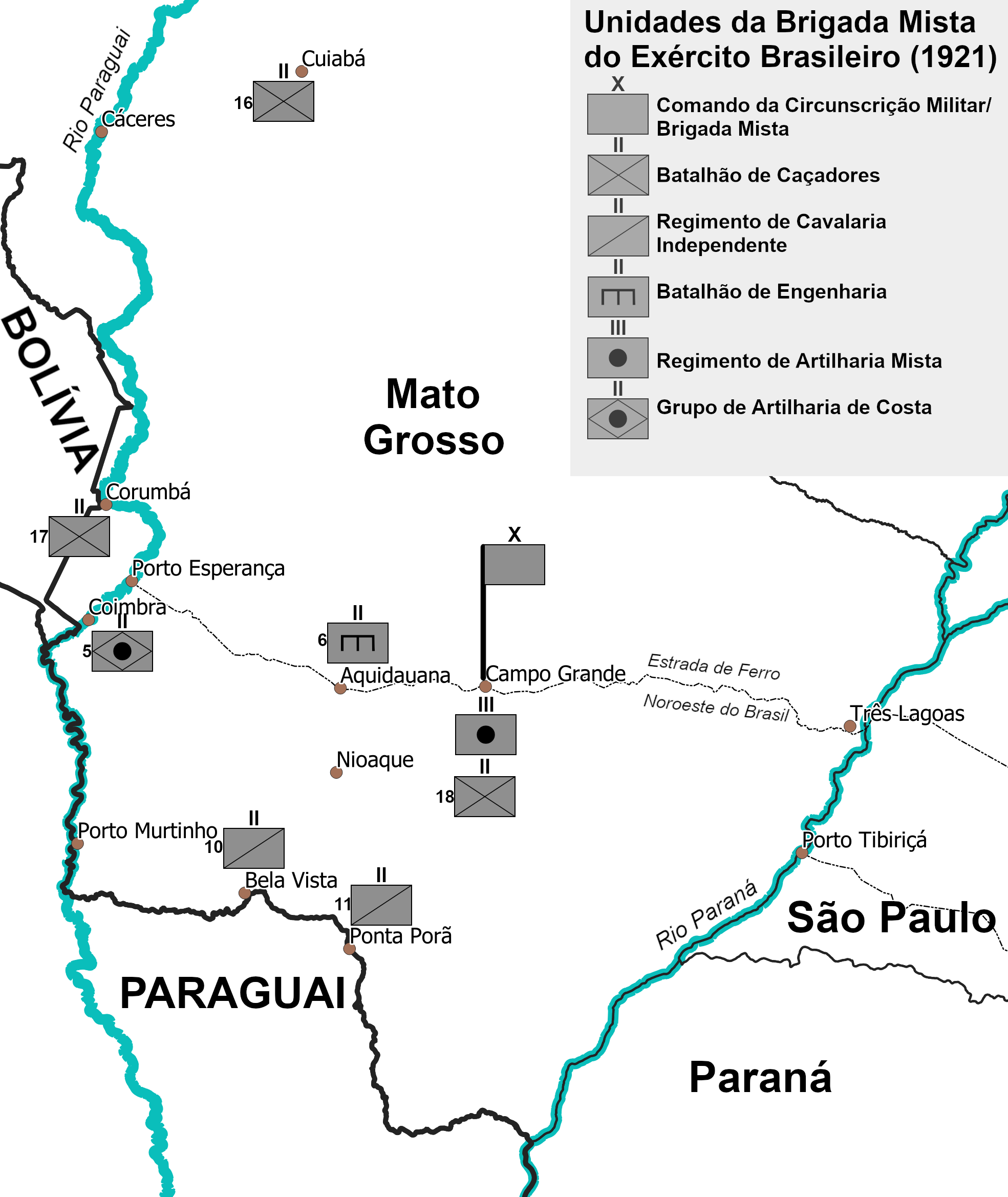
Mapa das guarnições mato-grossenses em 1921

Rumores de levante surgiram em Campo Grande e em Corumbá, onde a flotilha do Mato Grosso recebeu ordens do general João Nepomuceno da Costa, comandante da Circunscrição Militar, para bombardear o 17.º BC se ele aderisse à revolta. Mas só houve levante de fato em Bela Vista, no 10.º Regimento de Cavalaria Independente (RCI). Em 12 de julho, oficiais liderados pelos tenentes Pedro Martins da Rocha e Riograndino Kruel prenderam o comandante, o tenente-coronel Péricles de Albuquerque, e dois capitães de sua confiança. Seu objetivo era se unir aos paulistas.
Os revoltosos ocuparam a estação telegráfica, mas o telegrafista Bonifácio Ferreira conseguiu avisar as autoridades e manter os sargentos do regimento a par das contramedidas legalistas. O general Costa ordenou o bloqueio das saídas de Bela Vista para Ponta Porã, Miranda, Nioaque, Aquidauana e Porto Murtinho. A revolta seria sufocada pelo 11.º RCI, de Ponta Porã, apoiado pelo governo estadual, a Companhia Mate Laranjeira,  guardas aduaneiros, vaqueanos e outros. Mas a revolta foi controlada dentro do próprio regimento pelos sargentos, que prenderam seus oficiais na revista do recolher, na noite de 12 de julho. Dois cabos foram feridos pelos revoltosos nesse momento. Esse raro caso de contrarrevolução pelas patentes inferiores foi recompensado pela promoção de 18 sargentos.
O comando da Circunscrição tinha motivos para crer que Bela Vista seria o polo irradiador de revoltas em outras guarnições. Segundo o general Costa, a oficialidade era "quase a mesma [a de 1922], ainda acrescida de novos elementos partidários exaltados contra o candidato vencedor do último pleito presidencial". Constantes atrasos no pagamento dos salários descontentavam a baixa oficialidade e os praças. Faltavam oficiais, e os poucos existentes, nas palavras do oficial, dividiam-se em três grupos: os "francamente revoltosos", os "declaradamente simpáticos" e os "sem ardor pela causa da sustentação do atual governo". Alguns oficiais saíram de Mato Grosso por conta própria para se juntar aos paulistas, e a perspectiva de conseguir adesões foi um dos motivos para a incursão do exército revolucionário no estado.

## Situação operacional

### Mobilização da Circunscrição Militar de Mato Grosso

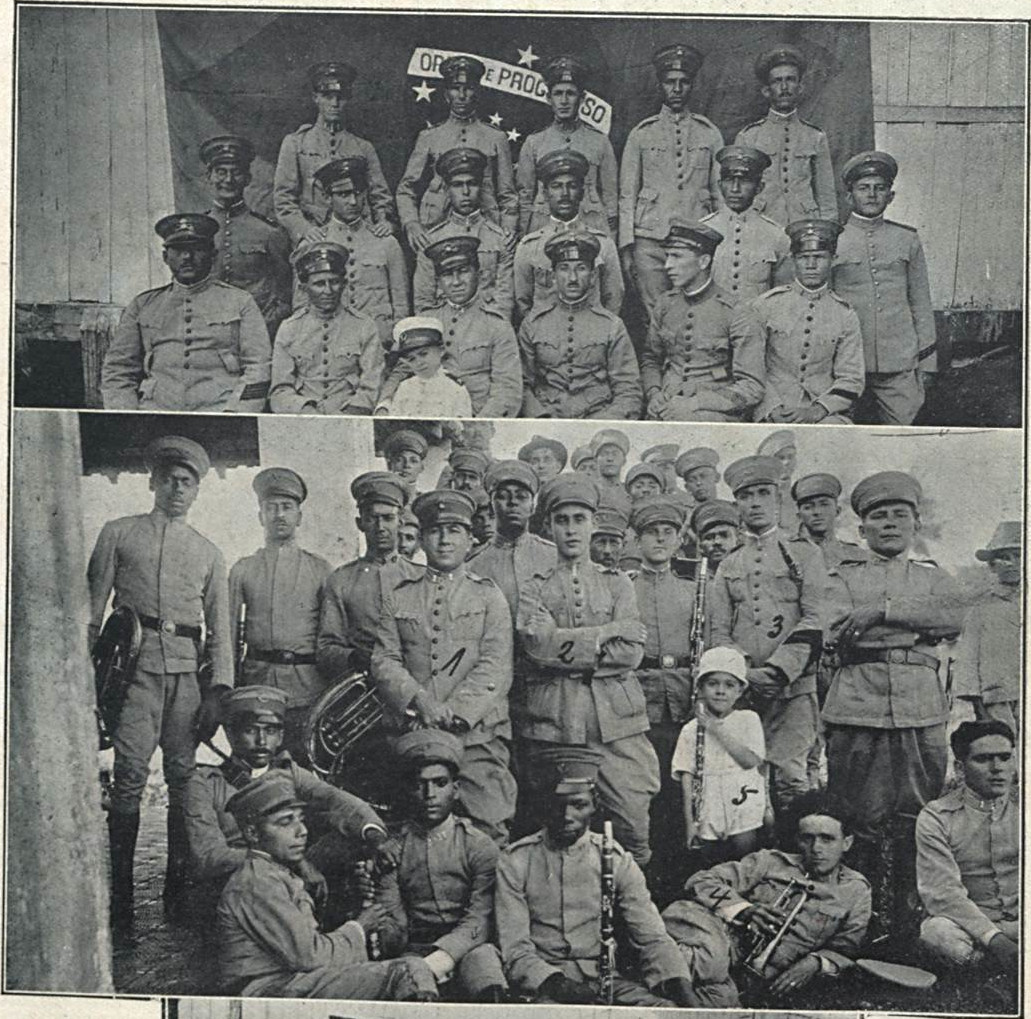
Conscritos mato-grossenses em 1923

Em resposta à revolta em São Paulo, o Exército iniciou uma grande mobilização e concentração de efetivos em Campo Grande. As unidades mato-grossenses estavam desfalcadas de pessoal e material, do qual o comandante da região já alertava em telegramas ao Rio de Janeiro desde antes do conflito. Somente o 16.º, 17º, 18° BCs, um grupo do 11.º Regimento de Artilharia Montada (RAM) e o 10.º RCI estavam minimamente organizados. A convocação de reservistas, recém-implantada no Exército, teve resultados pífios. Os coronéis, antigos oficiais da Guarda Nacional, foram muito mais eficazes; dos aproximadamente dois mil homens disponíveis, pelo menos metade eram irregulares ("elementos patrióticos") convocados por agentes privados, formando unidades de reserva como o 66.º, 67.º e 68.º BCs e o 50.º RCI. Reservistas serviam nessas unidades, mas os oficiais eram muitas vezes da Guarda Nacional, e portanto, de pouca confiança do Exército.
Os planos para debelar a revolta em São Paulo incluíram desde o início a Circunscrição Militar do Mato Grosso: ela contribuiria uma das três brigadas que viriam dos estados vizinhos para ocupar a retaguarda dos revoltosos, isolando-os na cidade de São Paulo. O primeiro objetivo era ocupar emergencialmente a cidade de Três Lagoas, na divisa com São Paulo. Por conter a passagem da Estrada de Ferro Noroeste do Brasil pelo rio Paraná, ela centrou as operações de 1922 e 1924. A primeira unidade a chegar foi a 1.ª Companhia do 17.º BC. No decurso do conflito, a cidade tornou-se centro logístico com grandes estoques de material bélico e gêneros alimentícios.

### A corrida para Bauru

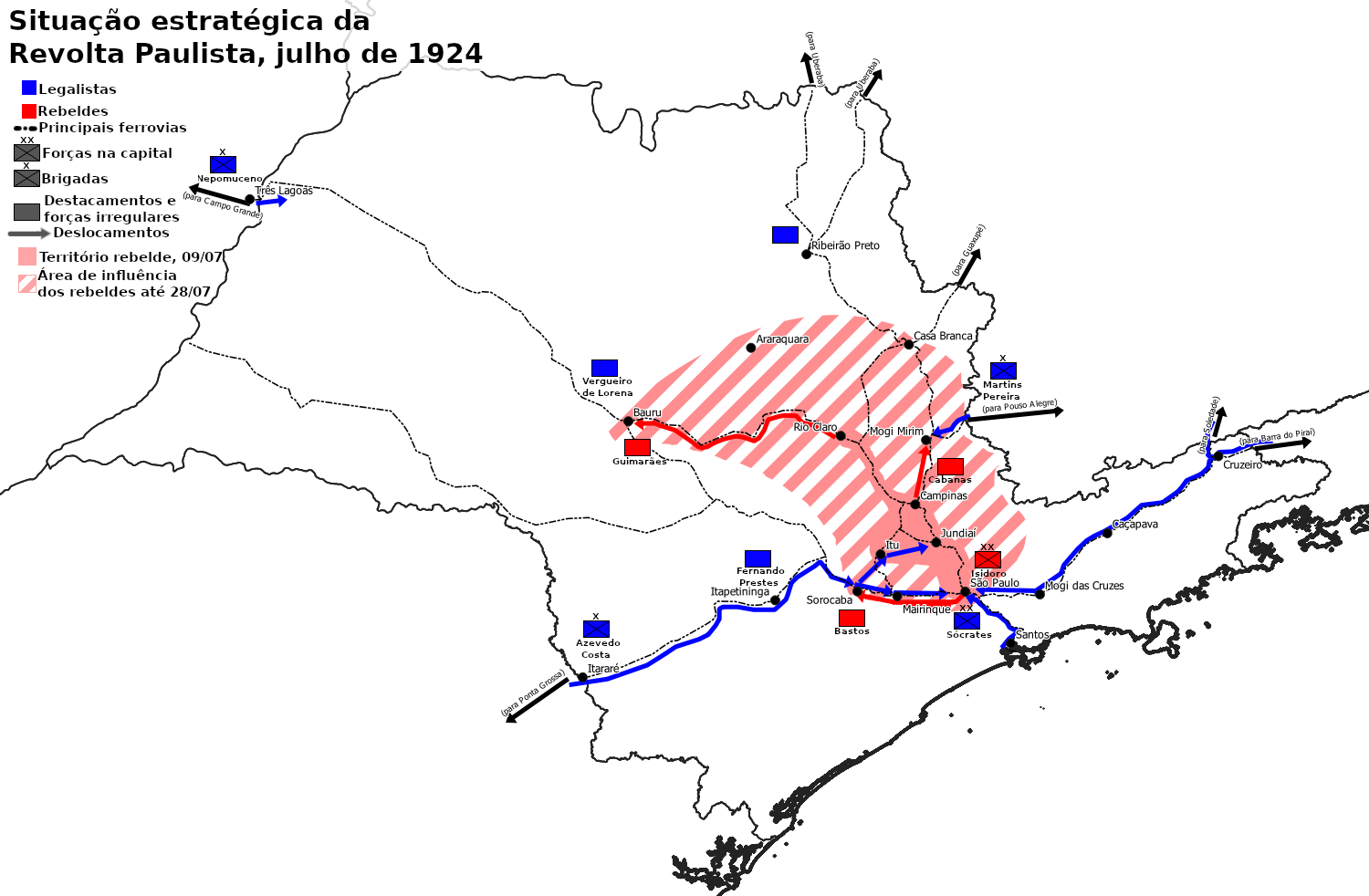
Situação militar do interior paulista em julho

Em seguida, era preciso ocupar rapidamente Bauru, em São Paulo. Esta cidade, na convergência de três estradas de ferro, era passagem quase obrigatória da capital paulista para Mato Grosso. Entretanto, os legalistas mato-grossenses foram lentos demais para impedir a ocupação da cidade pelos revoltosos em 18 de julho. O trajeto de Campo Grande a Três Lagoas pela via férrea durava algumas horas, mas vinte dias se passaram das ordens de concentração até a chegada ao destino. O transporte era precário — a Circunscrição nem mesmo tinha caminhões próprios, dependendo de particulares. O início das operações foi marcado pela desorganização, a improvisação e a desconfiança do governo com suas tropas. Uma carta anônima publicada mais tarde no jornal A Capital acusou o general Nepomuceno de inépcia.
Só em 29 de julho a primeira força cruzou o rio Paraná, na divisa, e mesmo assim foi atrasada por falta de víveres e munição. A essa hora o exército revolucionário já havia abandonado a cidade de São Paulo e chegado a Bauru, rumando na direção do rio Paraná. Em vez de tomar a Noroeste diretamente para Três Lagoas, eles decidiram chegar à divisa pela Estrada de Ferro Sorocabana, passando por Botucatu. Em 1.º de agosto a Circunscrição foi organizada como um Destacamento de Exército, com duas brigadas mistas e uma brigada de cavalaria. A vanguarda para a ocupação de Bauru seria a 1.ª Brigada Mista, do tenente-coronel Ciro Daltro, mas ele pode ter deliberadamente atrasado o movimento por simpatizar com o oponente. A 5 de agosto a cidade estava ocupada pelo 18.º BC e 50.º RCI, mas os rebeldes já haviam abandonado o local. Os mato-grossenses encontraram-se ali com o coronel Malan d'Angrogne, que trazia sua própria coluna legalista vinda de Minas Gerais. O "destacamento Malan" era composto das forças anteriormente comandadas pelo general Martins Pereira, acrescidas do 12.º Regimento de Infantaria (12.º RI), de Belo Horizonte.

### Operações no rio Paraná

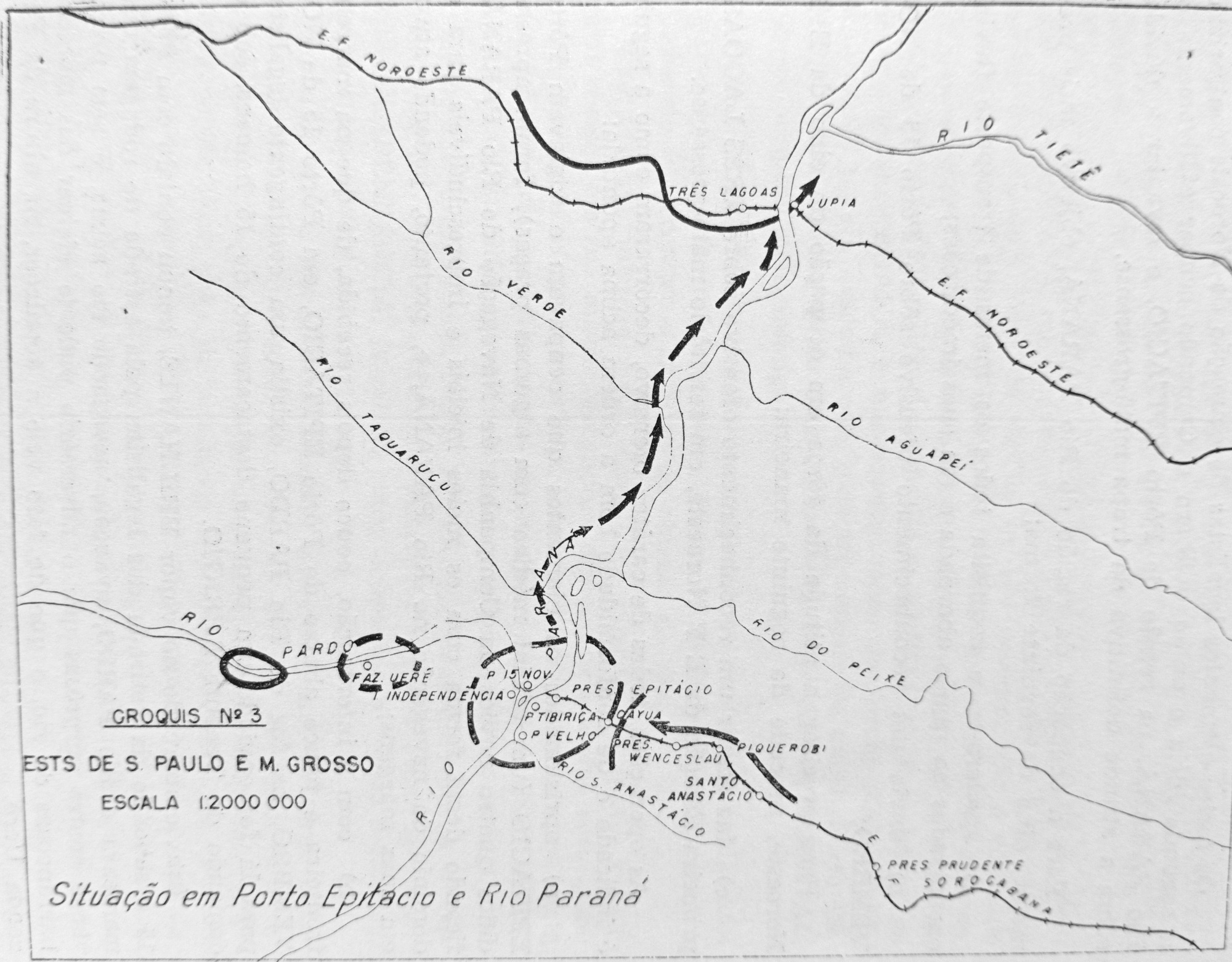
Situação militar no extremo oeste paulista e margens do rio Paraná em agosto

As tropas presentes em Bauru foram retiradas para defender Três Lagoas, mas este movimento foi demorado. Mais a sul na divisa, espiões do 11.º RCI vigiavam a passagem fluvial na direção do Paraná. 60–120 homens do 66.º BC, comandados pelo coronel Germano Fetchner, ficaram no Porto XV de Novembro, na foz do rio Pardo. Este local era separado do povoado paulista de Porto Tibiriçá, em Presidente Epitácio, pelo rio Paraná. Porto Tibiriçá foi ocupada em 6 de agosto pela vanguarda do exército revolucionário, aprisionando um pequeno contingente legalista e os vapores Guairá, Paraná, Rio Pardo, Brilhante e Conde de Frontin.
Com apenas recrutas despreparados e em posição desvantajosa no terreno, o comandante abandonou o Porto XV de Novembro e fixou novas posições em Porto Uerê, deixando a navegação livre no rio Paraná. O tenente Aprígio, do exército revolucionário, embarcou quinze soldados no vapor Brilhante, ocupou XV de Novembro e subiu precipitadamente o rio Pardo. Á altura da fazenda Uerê, foi emboscado e morto com a maior parte do seu destacamento pelos "patriotas" de um fazendeiro local, o major Manuel Cecílio. Este não soube aproveitar o êxito. Um contingente revolucionário maior estabeleceu patrulhas de cavalaria até as alturas da fazenda Uerê.
Em Porto Tibiriçá, o comando revolucionário divergia sobre o próximo passo, que poderia ser Mato Grosso ou o Paraná. O general Isidoro Dias Lopes, líder da revolta, preferiu Mato Grosso, pois traria mais resultados imediatos. Suas informações eram que Três Lagoas estava fracamente defendida. Asdrúbal Gwyer de Azevedo, comandante da vanguarda, queria um ataque imediato a Três Lagoas, mas a liderança demorou demais para decidir. O governo teve tempo para reforçar o local; as tropas em Bauru já haviam regressado a Três Lagoas em 10 de agosto, e no dia 13 as primeiras forças do destacamento Malan entraram em Mato Grosso.

## A ofensiva em Mato Grosso

### O projeto da "Brasilândia"

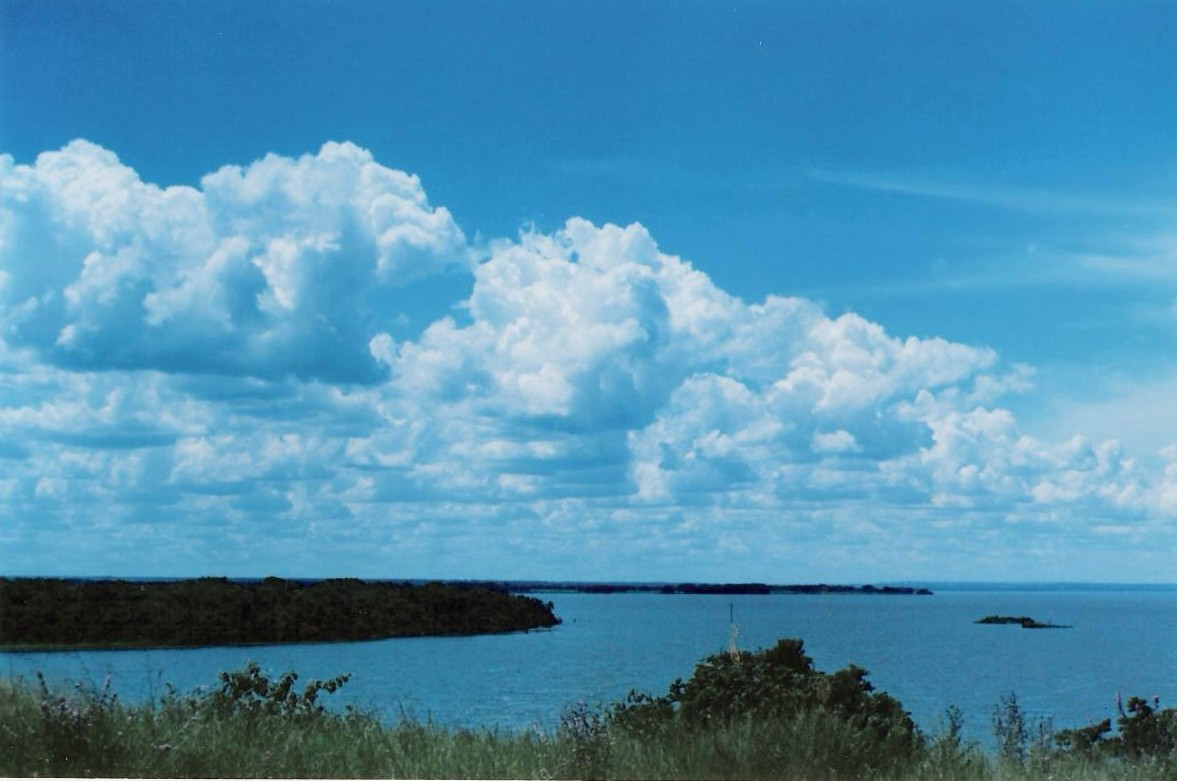
Margens do rio Paraná em Três Lagoas

Mato Grosso oferecia aos revoltosos uma geografia fácil de defender. Nas especulações de João Cabanas, a artilharia impediria a passagem pelo rio Paraná, o forte de Coimbra não permitiria a qualquer navio subir o rio Paraguai e colunas volantes bastariam nas estradas boiadeiras a Minas Gerais. Uma invasão legalista pelo norte seria dizimada pela própria natureza. O governo poderia ser combatido de igual para igual, em guerra convencional.
De posse de um dos grandes estados da federação, os revolucionários proclamariam o estado da Brasilândia, ou Estado Livre do Sul. As tarifas de exportação da erva-mate bastariam para financiar o Estado Livre, e a população seria beneficiada pela eliminação das taxas sobre a importação. Dentro de seis meses, eleições seriam realizadas no novo território, e esperava-se dos países vizinhos o reconhecimento do estado de beligerância. Com a posição consolidada em Mato Grosso, os revolucionários poderiam reconquistar São Paulo e marchar até o Rio de Janeiro, obrigar o governo de Artur Bernardes a negociar, ou, na pior das hipóteses, exilar-se no Paraguai ou Bolívia.

### Primeira expedição
A 8 de agosto o tenente Azaury de Sá Brito e Souza embarcou em Porto de Epitácio com 120 homens e dois navios. Dois dias depois, desembarcou ao final da tarde em Porto da Moeda, ao sul de Três Lagoas. Outro porto mais próximo, o Porto Independência, estava ocupado pelos legalistas, mas era um pequeno efetivo, como ele logo viria a saber. Às 21 horas ele conduziu sua companhia numa marcha noturna contra Porto Independência, que se revelou infrutífera. A região era desconhecida e a marcha errou a direção, mesmo com a ajuda de um guia local, com a perda de algum armamento e munição na transposição do arroio Palmital. Azaury retornou a Porto da Moeda e tentou de novo na manhã seguinte, desferindo um ataque de surpresa que apreendeu uma peça de artilharia e alguns prisioneiros.
Um praça da Força Pública de Mato Grosso escapou para alertar a força principal legalista, que estava em posições defensivas em Campo Japonês, a alguns quilômetros de Três Lagoas. Esta era uma posição estratégica, a sete quilômetros ao sul da cidade, por onde se encontravam as estradas para os portos Independência e Moeda. Os defensores eram unidades mato-grossenses, o 10.º RCI e 18.º BC.
À noite desembarcaram em Porto Independência mais 120 revolucionários, com três oficiais, os tenentes Luiz Barbedo, Luís de França Albuquerque e Filinto Müller. Enquanto o destacamento Azaury descansava, Barbedo, desconsiderando as recomendações em contrário dos seus camaradas, pôs os reforços em marcha às 22h00. Ao amanhecer de 12 de agosto seu destacamento foi pego numa emboscada legalista em Campo Japonês. Enquanto atravessava uma pinguela sobre um córrego, um oficial legalista mandou o líder render-se. Barbedo atirou contra o oficial e foi imediatamente tombado por um tiro de fuzil. A perda do comandante desorientou a tropa, que se retirou para Porto Independência. No caminho de volta, encontraram o destacamento Azaury em marcha para Três Lagoas.
Como não havia posições defensivas em Porto Independência, as duas forças embarcaram de volta para Porto Tibiriçá, segundo a história militar publicada pela Imprensa do Exército. No relato do tenentista Nelson Tabajara de Oliveira, o destacamento de Luís de França Albuquerque permaneceu na região e ofereceu posições seguras à expedição seguinte. O relato de Juarez Távora menciona apenas que pela estrada de Porto da Moeda a Campo Japonês "já haviam transitado elementos da expedição anterior". E o capitão Ítalo Landucci, testemunha ocular da última expedição, é explícito quanto à posse de Porto Independência: "este porto, que devia servir de base para as operações em curso, fora reconquistado pelos legalistas dias antes da nossa partida e, em vez de ponto de apoio, representava perigosa ameaça para o nosso flanco direito".

### Destacamento Malan
O coronel Malan entrou em Mato Grosso em 13 de agosto. O restante das suas tropas chegariam ao longo dos quatro dias seguintes, somando 800 homens. A composição original era de um batalhão da Força Pública de Minas Gerais, o 12.º RI, um pelotão do 1.º Regimento de Cavalaria Divisionário (RCD), uma bateria do 2.º Regimento de Artilharia Montada (RAM) e uma seção do 1.º Batalhão de Engenharia (BE). Os reforços vinham do 10.º, 16.º (uma companhia), 18.º e 67.º BCs e 50.º RCI. O 10.º RCI permaneceu sob o comando da Circunscrição Militar e seria mais tarde enviado à fazenda Uerê. No dia 14 Malan enviou reconhecimentos a Porto Independência, rio Verde, fazenda de Boa Esperança e sudoeste de Três Lagoas, sem encontrar nenhum inimigo.
A 17 de agosto o destacamento Malan tinha seu grosso em Três Lagoas, o 18.º BC, reforçado por uma peça de artilharia, em Porto Independência, vigias no flanco direito em Cervo, Arapuá e Águas Claras e o posto avançado em Campo Japonês, onde estavam efetivos do 12.º RI (menos uma companhia), uma companhia da Força Pública mineira e 40 artilheiros montados.

## Expedição de Juarez Távora

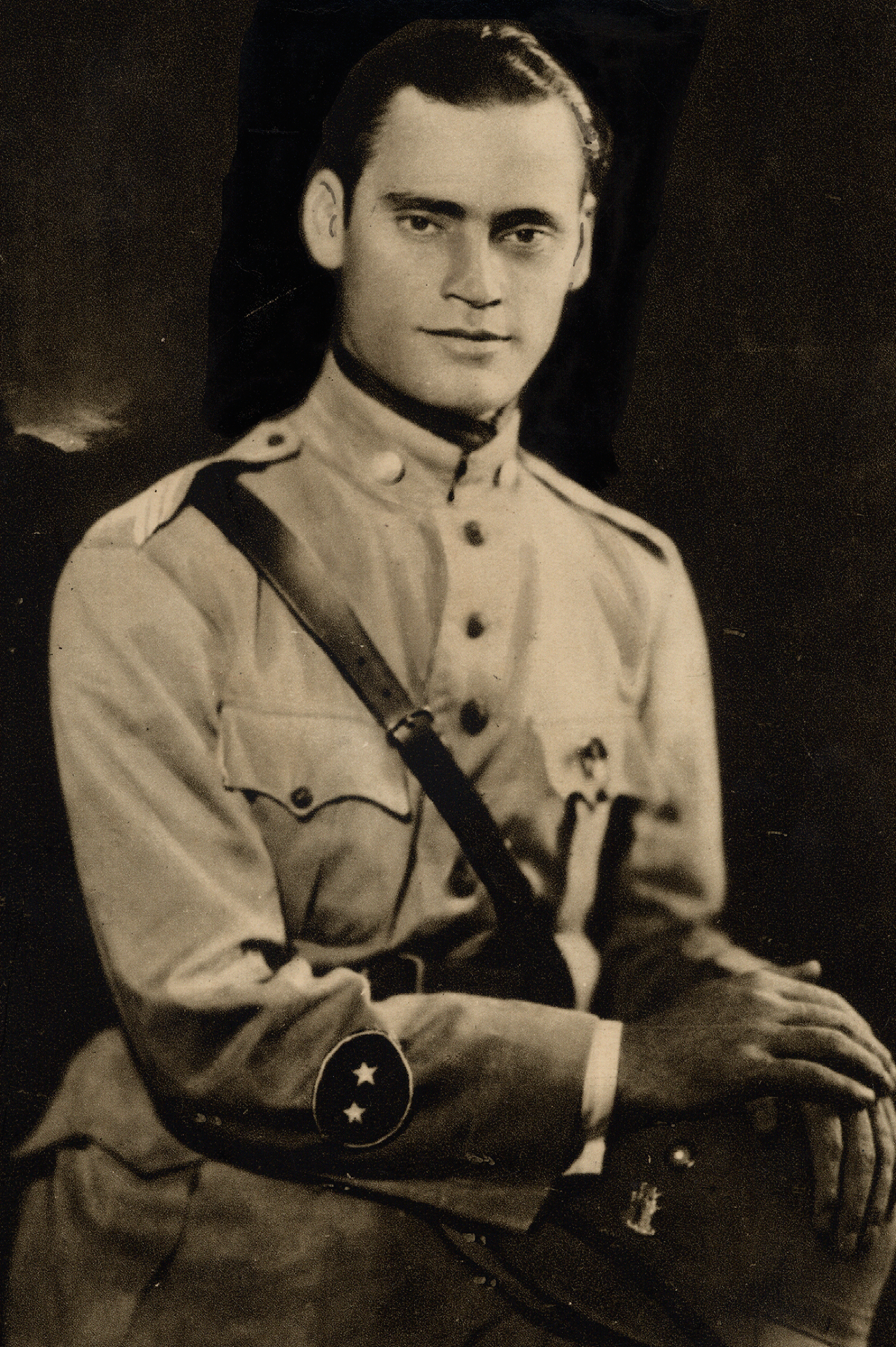
Juarez Távora

O comando revolucionário preparou uma nova expedição, chefiada pelo capitão Juarez Távora. Era mais forte, mas enfrentaria uma defesa legalista muito mais numerosa, pois os assaltos anteriores chamaram reforços legalistas a Três Lagoas. Távora comandava o 3.º Batalhão do exército revolucionário, reforçado pelas companhias Gwyer e Azaury, do batalhão França de Albuquerque, e uma seção de artilharia do capitão Filinto Müller. A tropa de choque era composta de voluntários estrangeiros, especialmente os alemães do capitão Arnoldo Kuhn, comandante interino do batalhão. Todos esses elementos somavam 570 homens, na conta do comandante, ou 400, 500 ou 800, por outras fontes. Organizavam-se em três companhias, com várias armas automáticas. Os estrangeiros eram até metade do efetivo. Uma fraqueza na operação era a munição, que se mostraria insuficiente para um combate demorado.
Embarcada em dois vapores, a força de invasão deixou Porto Tibiriçá a 15 de agosto, ancorando a jusante da foz do ribeiro da Moeda, a 27 quilômetros de Três Lagoas. Eles desembarcaram na manhã do dia 17. O plano era uma marcha forçada, dando uma volta para a esquerda, para atacar os legalistas pelo sudoeste. O Porto Independência teria que ser ocupado primeiro antes da ofensiva a Três Lagoas.
A companhia Azaury seria a reserva, permanecendo no Porto da Moeda para defender o comando, a artilharia e a frota. As companhias Kuhn e Gwyer marchariam até Fazenda da Moeda, no ribeiro de mesmo nome, onde se dividiriam: a companhia Kuhn seria a companhia da direita, que margearia as matas do rio Paraná até transpor o arroio Palmital, de onde atacaria Porto Independência pela retaguarda. A companhia Gwyer seria a companhia da esquerda, posicionando-se na margem direita do arroio Palmital, na estrada a Campo Japonês, para fazer frente aos legalistas daquela posição. Após a captura do Porto Independência, o comando da expedição, a artilharia e a companhia Azaury seriam transferidos pelo rio a esse ancouradouro e se juntariam num ataque a Campo Japonês.

### Erro de manobra
No dia 17 o batalhão atravessou uma planície arenosa, sem qualquer água, na qual a única vegetação era um capim marrom e arbustos esparsos. Pela pressa, os revolucionários não levaram suas cozinhas. O calor e a sede exauriam os soldados; conforme o capitão Ítalo Landucci, "a estiagem estava no auge: além das margens dos rios a terra esturricava-se e a maioria dos rios secara". Os combatentes paulistas, especialmente os imigrantes, estavam despreparados para a força do sol mato-grossense, mesmo no inverno. Ao entardecer, o batalhão teve o primeiro choque com um piquete de cavalaria legalista. A vanguarda encontrou um regato com um pouco de água e o crepúsculo trouxe ar frio, mas não havia comida. A tropa dormiu a cavaleiro da estrada, em formação de combate, na região do arroio Palmital, a três quilômetros de Campo Japonês. Os exércitos oponentes passaram a noite a pouca distância um do outro.
Ao amanhecer do dia seguinte, a fome era ainda maior. O chão não era mais de areia, mas de barro duro, no qual crescia um capim denso e alto. A manobra não seguiu na direção planejada: a companhia Kuhn não tomou seu caminho pela direita, na estrada para Porto Independência, e encontrou a estrada para Campo Japonês. Um pequeno número de revoltosos chegou a atacar o Porto Independência naquele dia, mas eles foram repelidos pelo 67.º BC.
Juarez Távora culpa o capitão Kuhn e o vaqueano que lhe serviu de guia local: "Sendo o Capitão Kuhn um oficial experiente e constituindo ademais, o contingente de voluntários alemães o núcleo mais forte do 3.° Batalhão, julguei de bom aviso não interferir, diretamente, no ataque a Porto Independência - operação resumidamente simples - reservando minha ação de comando para as ações de Campo Japonês e Três Lagoas, em que deveriam tomar parte todos os elementos da expedição, apoiados por artilharia".  "A execução desse plano foi completamente alterada, devido à má fé ou comodismo do vaqueano que guiou o 3.º Batalhão na sua marcha de Fazenda Moeda para Porto Independência. Ao invés de guiar o batalhão pela orla marginal da mata do Paraná, e atravessar o Ribeiro do Palmito, a meia distância entre Campo Japonês e Porto Independência (pouco acima da confluência do pequeno tributário de sua margem direita) — após atravessar esse pequeno tributário, margeou o ribeirão referido, sem atravessá-lo, até reencontrar a estrada "boiadeira", no ponto ocupado pela Companhia Gwyer".

### Avanço de infantaria
As posições legalistas foram encontradas e atacadas pela companhia Kuhn às 08h30 de 18 de agosto. A companhia Gwyer também entrou em contato com o inimigo, mas mal teve tempo de assumir seu dispositivo de combate. No lado oposto estava a Coluna Amaral, da Força Pública de Minas Gerais. Comandada pelo major Octavio Campos do Amaral, tratava-se de uma força de apenas 145 homens, sem armas automáticas. Por falta de ferramentas de sapa, tampouco puderam escavar abrigos. Na retaguarda estavam o 12.º RI, comandado pelo coronel Diógenes Monteiro Tourinho, e o pelotão de artilheiros a cavalo. O coronel Tourinho assumiu o comando das operações.
Os revolucionários avançaram, na narrativa de um jornal da capital, com uma "carga de baionetas, em carga impetuosíssima e com um clamor bárbaro de língua estranha"; noutro relato, os cantos e gritos de guerra eram "todos em idioma germânico". A Coluna Amaral combateu em grande desvantagem, e após quase uma hora, já estava quase envolvida e começou a recuar para as trincheiras de uma companhia do 12.º RI. O coronel Malan interveio para interromper um princípio de pânico e, por precaução, organizou a defesa direta de Três Lagoas. Entre os revolucionários, a munição escasseava e as baixas já eram pesadas, mas os soldados escutavam o resfolegar das locomotivas da Noroeste, convencendo-os que o inimigo recuava.
Ítalo Landucci deu um relato de primeira mão da ofensiva:

Em linha estendida, avançamos com decisão, não obstante o terrível fogo cruzado de dezenas de metralhadoras. As fadigas da cruel marcha deseapareceram como por encanto, diante da excitação do momento. Ultrapassamos a primeira e segunda linhas inimigas; chegamos a fazer prisioneiros. Prosseguimos o avanço com aquele ímpeto, julgamos quebrar toda resistência de um só arranco e assim alcançar o objetivo, que parecia bem perto.

### Manobra legalista
Este tempo foi suficiente para o 12.º RI se reposicionar, o que não foi percebido pelos revoltosos, pois era difícil distinguir o inimigo no capinzal. A companhia Kuhn, nas últimas posições antes de Três Lagoas, não percebia que outra companhia 12.º RI estava no seu flanco, na estrada para Porto Independência — exatamente a direção que ela deveria cobrir no plano original. Conforme um historiador da Força Pública de Minas Gerais, o recuo da Coluna Amaral "levou os rebeldes ao fatal engano de supor que tal recuo era uma fuga, investindo então de forma desesperada e em massa".
A carga de infantaria a pé deixava os atacantes desprotegidos. Quando a companhia do 12.º RI abriu fogo de metralhadoras pesadas a curta distância, com "tiros rasantes e cruzados", os revolucionários entraram em pânico e começaram a fugir em debandada, No relato mineiro, muitos dos atacantes morreram "de baioneta calada, a menos de vinte passos de nossas linhas". Na recapitulação do coronel Tourinho:
Uma das companhias foi colocada em 2.ª linha, em apoio da polícia mineira, que já ocupava a 1.ª e a Cia. Lamego mandada marchar pela estrada do Porto Independência [...] A ação desenvolveu-se com violência na sua primeira fase, presumindo-se que os atacantes atingissem o efetivo de 300 homens, sendo seu esforço principal desde o início, bem acentuado em nosso flanco direito, o que motivou um retraimento nesse flanco das nossas primeiras linhas nessa crítica primeira fase. Após uma reorganização das tropas nesse flanco, com reforço dos artilheiros montados e outros elementos que organizei na ocasião, a pressão inimiga diminuiu sensivelmente aí, e em seguida começou a nossa ação no flanco esquerdo, pela Cia. Lamego, que havia atingido a posição ordenada, batendo o inimigo de flanco e de retaguarda, trazendo em consequência o seu imediato desbarato e ocasionando a sua retirada em pânico.

Do outro lado, pelo relato de Ítalo Landucci:

As pesadas perdas imobilizaram-nos numa outra linha que os legalistas haviam organizado atrás das primeiras já desbaratadas. Combatíamos contra efetivos três ou quatro vezes superiores [...] Uma ligação trouxe-nos a notícia de movimento envolvente à direita e logo depois um sargento nos informou sobre elementos legalistas operantes à retaguarda. A situação tornava-se intolerável.

### Retirada
O combate durou até por volta de meio-dia. Os atacantes infiltraram-se pelo flanco esquerdo para fugir na direção de Porto da Moeda. Para aumentar o terror e a confusão, um incêndio alastrou-se pela macega seca, creditado a um ou a outro lado, conforme a fonte. O campo de batalha foi coberto por nuvens de fumaça, nas quais muitos se perderam ou morreram asfixiados. Os revolucionários fugiram por entre o incêndio e as rajadas das metralhadoras, deixando para trás muitos mortos e feridos para ser consumidos pelas chamas.
Juarez Távora relata não ter estado no início da batalha. Quando foi avisado ao meio-dia, só lhe restava recolher os retardatários. Às 22h00, o último navio de transporte partiu com os sobreviventes para Porto Tibiriçá. Nas palavras do comandante, "fui recebido com frieza e incompreensão por elementos do Estado-Maior da Divisão que, segundo supus, para evitar o contágio desmoralizante dos derrotados com o restante das tropas revolucionárias, determinaram o desembarque da força expedicionária em Porto Quinze, na margem mato-grossense do rio Paraná".

### Baixas

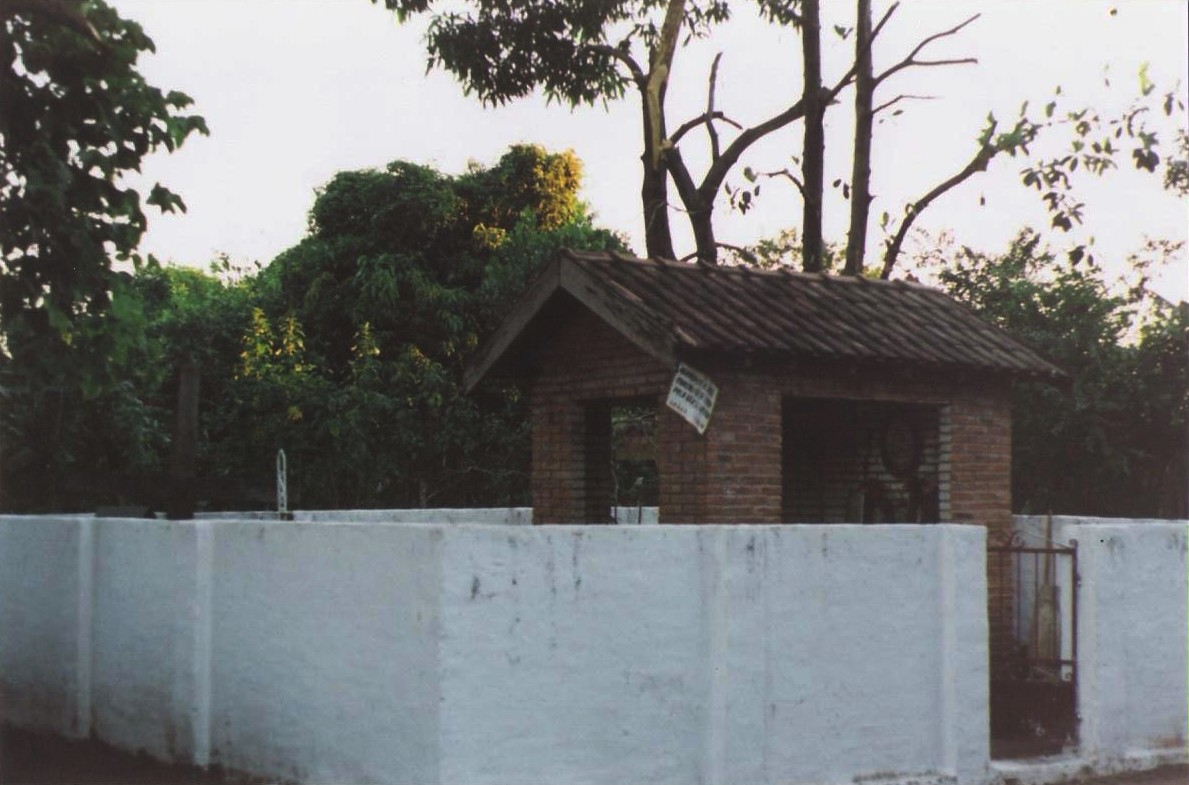
Túmulo do soldado José Carvalho de Lima em Três Lagoas

Nelson Tabajara de Oliveira definiu o ocorrido como "o mais sangrento combate da revolução paulista". A derrota era desastrosa. Só a companhia de reserva voltou intacta, e quase todo o material foi perdido e abandonado no terreno. O incêndio carbonizou muitos cadáveres, impossibilitando sua identificação. Juarez Távora contabilizou a perda, entre mortos, feridos e prisioneiros, de cerca de 100 homens e quatro metralhadoras pesadas. O comandante governista encontrou 24 mortos em 20 de agosto e outros no dia seguinte, com a captura de 90 rebeldes. A Gazeta de Notícias publicou 24 mortos, 23 feridos e 67 prisioneiros, números confirmados no relatório do general Costa. Ítalo Landucci apontou 400 baixas, valor provavelmente superestimado. Segundo a Força Pública, ficaram para trás 50 mortos, 51 prisioneiros e muito armamento. De 600 atacantes desembarcados, só 80 a 100 teriam conseguido reembarcar.
Os estrangeiros eram a maioria dos prisioneiros, ou a totalidade dos feridos e prisioneiros, segundo as notas do coronel Malan. Este ordenou que fossem enterrados juntos. Os túmulos foram cercados de arame farpado e marcados com um cruzeiro no qual se escreveu somente: "Aqui jazem... estrangeiros, mortos no combate de 18.8.24". A morte de três oficiais alemães (Ende, Kannegiesser e João Mentzel) foi aproveitada pela propaganda governista, que apresentava os batalhões de imigrantes como mercenários estrangeiros pagos para matar brasileiros.
O general Oscar de Barros Falcão registrou a perda de 4 mortos e 28 feridos no exército legalista. A Força Pública de Minas Gerais registrou três mortos, sete prisioneiros e dez desaparecidos.

## Consequências

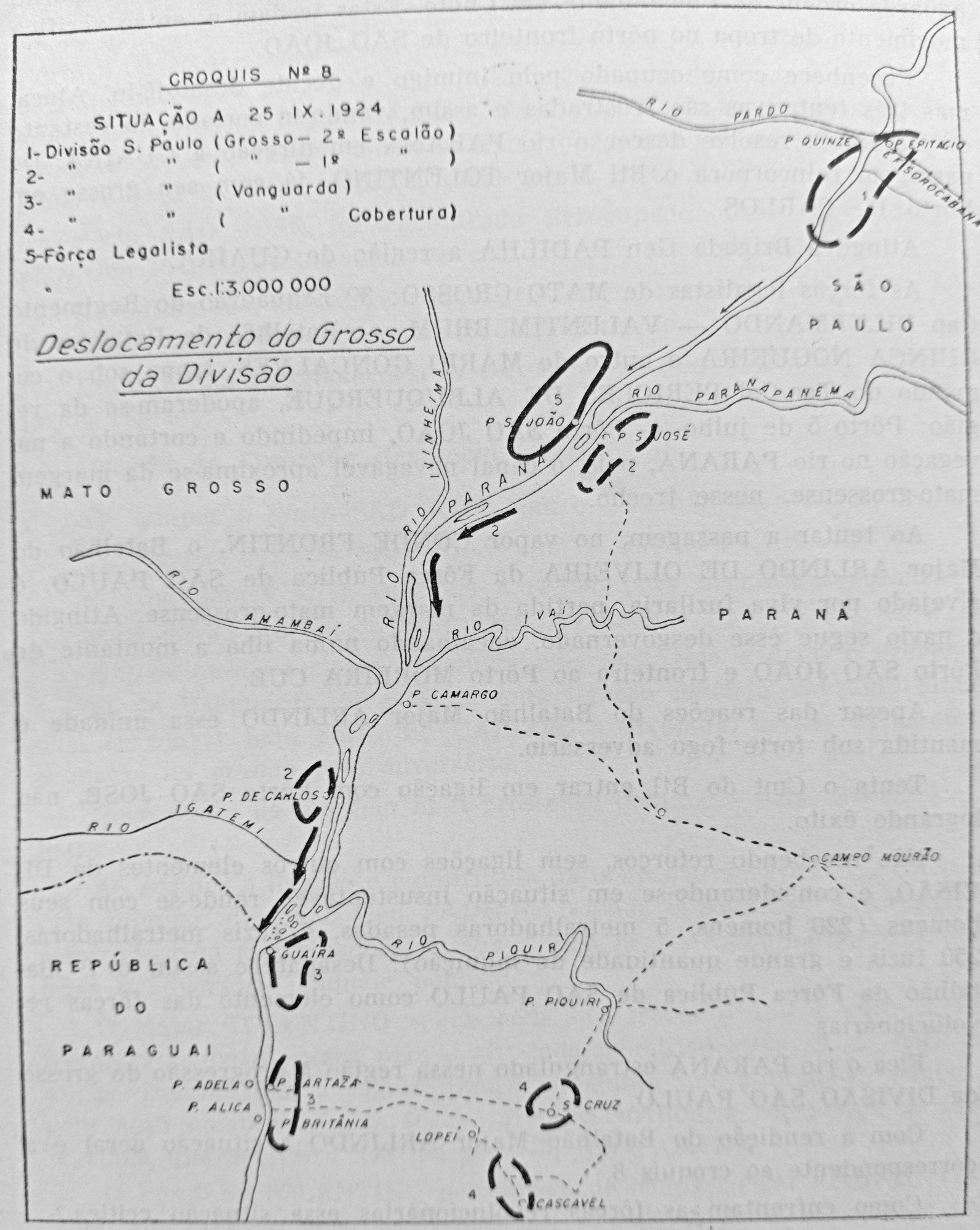
Descida do grosso da divisão paulista pelo rio Paraná

Terminada a batalha, o 12.º RI e o batalhão da Força Pública mineira perseguiram os revolucionários até o Porto da Moeda, encontrando-o vazio, e retornaram a Três Lagoas em 21 de agosto. Em seguida o destacamento Malan, que se encontrava na região de Jupiá-Três Lagoas-Arapuá, foi reforçado e deslocou-se a sudoeste, na direção da fazenda Uerê. A defesa de Três Lagoas foi relegada ao 66.º BC e um contingente do 17.º BC, sob a responsabilidade do Chefe de Estado-Maior da Circunscrição Militar. A vanguarda do destacamento Malan ocupou o Porto XV de Novembro em 10 de setembro, após o seu abandono pelos revolucionários na véspera. Na outra margem, o destacamento do general Azevedo Costa ocupou Porto Tibiriçá em 12 de setembro, encerrando a campanha paulista. O porto estava vazio e todos os revolucionários já estavam descendo o rio a caminho do Paraná.
A campanha em Mato Grosso foi abandonada em definitivo, deixando o estado do Paraná como a única opção para os revolucionários. O rumo dos acontecimentos teria sido outro com uma vitória em Campo Japonês, talvez até conduzindo a uma vitória tenentista em Mato Grosso. Para o brasilianista Neill Macaulay, Três Lagoas talvez tenha sido "a batalha decisiva da revolução".
Graças à concentração legalista em Três Lagoas, o caminho para o sul estava aberto. No oeste paranaense, ainda havia a esperança de se unir aos conspiradores que planejavam outra revolta no Rio Grande do Sul. A consequente Campanha do Paraná começou em 31 de agosto. Porções do território mato-grossense ainda foram conflagradas na descida para o Paraná. A Circunscrição Militar, aproveitando a morosidade do deslocamento, temporariamente cortou o contato entre a vanguarda e retaguarda dos rebeldes, e em 25 de setembro, forçou a rendição de um de seus batalhões na região de Porto Jacaré.
O general Costa passou o comando da Circunscrição Militar ao coronel Malan em outubro de 1924, considerando finalizado o objetivo de afastar a revolta de Mato Grosso. O comando do destacamento foi transferido ao coronel Napoleão Poeta da Fontoura, comandante do 15.º BC, que manteve posições no rio Paraná. Legalistas mato-grossenses reocuparam Guaíra em abril de 1925, na fase final da Campanha do Paraná, aparentemente encurralando os rebeldes, que agora formavam a Coluna Miguel Costa-Prestes. Para sua surpresa, eles cruzaram o território paraguaio e entraram em Mato Grosso, travando diversos combates antes de prosseguir até Goiás, dando continuidade à sua guerrilha. Os combates em Mato Grosso chamaram a atenção do governo federal, que investiu mais recursos na defesa da região.

## Legado
Para a reputação de Juarez Távora, a derrota em Três Lagoas é a primeira mancha na sua história. A narrativa publicada nas suas memórias enfatiza seu planejamento e providências, transferindo aos seus subordinados a responsabilidade pelos erros de execução. Juarez se disse "angustiado pelo sacrifício de vidas que custara, sem obter sucesso, o combate travado naquela jornada. Mas a consciência estava tranquila, pela diligência que pusera em bem cumprir a missão". Em análise retrospectiva, o historiador militar Oscar de Barros Falcão avaliou que a operação "dispensou o essencial: reconhecimento prévio da posição adversária que lhe daria indispensáveis informações de combate". Neill Macaulay realça Três Lagoas e outras derrotas de Távora, enquanto Domingos Meirelles é muito mais favorável, transparecendo crítica somente ao mencionar a "hesitação" do comandante face ao poder de fogo inimigo.
Em Três Lagoas, a batalha ainda é lembrada no Cemitério do Soldado, onde está o túmulo do legalista José Carvalho de Lima, que teria morrido em decorrência de ferimentos sofridos na batalha. Seus documentos nunca foram encontrados e nada se sabe sobre aquele soldado além do túmulo e das muitas versões orais: na versão mais comum, ele morreu de fome e de sede. A população local acredita que ele seja santo. O cemitério foi tombado como patrimônio histórico municipal na década de 1970 e reformado em 2011.

### Citações
1. 1 2  Souza 2018, p. 317.
2. 1 2  Andrade 1976, p. 94.
3. ↑  Silva 1997, p. 33.
4. ↑  Figueira 2011, p. 39-40.
5. 1 2 3  Ferreira 2014, p. 244-246.
6. ↑  Souza 2018, p. 246-249.
7. 1 2  Castro 2022, p. 76.
8. ↑  Souza 2018, p. 258.
9. ↑  Castro 2022, p. 47.
10. ↑  Souza 2018, p. 290.
11. 1 2  Souza 2018, p. 293-295.
12. ↑  Souza 2018, p. 307-308.
13. ↑  Souza 2018, p. 295-298.
14. ↑  Souza 2018, p. 302.
15. ↑  Ferreira 2014, p. 249-251.
16. ↑  Amaral 2007, p. 40.
17. ↑  Santos 2013, p. 42.
18. ↑  Meirelles 2002, p. 211-212.
19. 1 2  Ferreira 2014, p. 249-253.
20. ↑  Amaral 2007, p. 33-35.
21. ↑  Figueira 2011, p. 41.
22. ↑  Santos 2013, p. 33-34.
23. ↑  Ferreira 2014, p. 251.
24. ↑  Souza 2018, p. 239.
25. 1 2  Souza 2018, p. 292.
26. 1 2  Andrade 1976, p. 87.
27. ↑  Souza 2018, p. 292, 313.
28. ↑  Carneiro 1965, p. 277.
29. ↑  Santos 2013, p. 42-43, 72.
30. 1 2  Ferreira 2014, p. 254.
31. ↑  Santos 2013, p. 76.
32. ↑  Carneiro 1965, p. 286.
33. 1 2  Souza 2018, p. 311.
34. 1 2  Souza 2018, p. 292, 319.
35. ↑  Santos 2013, p. 77.
36. 1 2 3 4 5 6 7 8 9  Gazeta de Notícias, 18 de setembro de 1924.
37. 1 2  Souza 2018, p. 320, 324-327.
38. ↑  Falcão 1962, p. 30-31.
39. ↑  Amaral 2007, p. 27-28.
40. 1 2 3  Meirelles 2002, p. 212.
41. ↑  Andrade 1976, p. 93.
42. 1 2  Souza 2018, p. 315-316.
43. 1 2  Freire 2014, p. 9.
44. ↑  Santos 2013, p. 80.
45. ↑  Savian 2023, p. 113.
46. ↑  Falcão 1962, p. 31, 38.
47. ↑  Falcão 1962, p. 31.
48. 1 2 3 4 5 6  Malan 1977, p. 228.
49. 1 2 3 4 5  Falcão 1962, p. 34.
50. 1 2  Falcão 1962, p. 31-32, 38.
51. ↑  Oliveira 1956, p. 104.
52. 1 2 3  Amaral 2007, p. 84.
53. ↑  Amaral 2007, p. 92.
54. 1 2  Malan 1977, p. 227.
55. 1 2 3  Falcão 1962, p. 35.
56. ↑  Oliveira 1956, p. 104-105.
57. ↑  Andrade 1976, p. 90, 93-95.
58. 1 2 3  Souza 2018, p. 313-314.
59. ↑  Amaral 2007, p. 84-85.
60. 1 2 3 4 5  Souza 2018, p. 314.
61. 1 2 3  Falcão 1962, p. 32.
62. ↑  Souza 2018, p. 313.
63. ↑  Heller 2006, p. 68.
64. 1 2 3  Falcão 1962, p. 39.
65. 1 2  Heller 2006, p. 68-70, 72.
66. ↑  Amaral 2007, p. 85.
67. 1 2 3 4  Macaulay 1977, p. 30.
68. ↑  Meirelles 2002, p. 213.
69. 1 2  Andrade 1976, p. 95-96.
70. ↑  Falcão 1962, p. 33.
71. 1 2  Souza 2005, p. 54.
72. ↑  Falcão 1962, p. 33, 39.
73. ↑  Andrade 1976, p. 86.
74. 1 2  Andrade 1976, p. 92.
75. 1 2  Andrade 1976, p. 89-91.
76. ↑  Heller 2006, p. 71.
77. 1 2  Amaral 2007, p. 93-94.
78. 1 2 3 4  Andrade 1976, p. 89.
79. ↑  Souza 2018, p. 314-315.
80. ↑  Andrade 1976, p. 99.
81. ↑  Meirelles 2002, p. 217.
82. ↑  Amaral 2007, p. 94.
83. 1 2  Macaulay 1977, p. 31.
84. 1 2  Andrade 1976, p. 96.
85. ↑  Malan 1977, p. 229.
86. 1 2  Andrade 1976, p. 90.
87. 1 2 3  Heller 2006, p. 72.
88. ↑  Heller 2006, p. 71-72.
89. ↑  Castro 2022, p. 231-232.
90. ↑  Falcão 1962, p. 229.
91. ↑  Meirelles 2002, p. 227.
92. ↑  Falcão 1962, p. 37.
93. ↑  Falcão 1962, p. 28.
94. ↑  Savian 2023, p. 124-125.
95. ↑  CPDOC FGV 2015, TÁVORA, Juarez. p.  7.
96. ↑  Heller 2006, p. 75.
97. ↑  Savian 2023, p. 140-143.
98. ↑  Souza 2018, p. 320-321.
99. ↑  Freire 2014, p. 11.
100. ↑  Souza 2018, p. 322.
101. ↑  Falcão 1962, p. 38.
102. ↑  Savian 2023, p. 219.
103. ↑  Ferreira 2014, p. 255-258.
104. ↑  Souza 2005, p. 54, 93.
105. ↑  Correio do Estado (s/d).
106. ↑  UFMS (s/d).